# Chrysophyllum lacourtianum
Chrysophyllum lacourtianum är en tvåhjärtbladig växtart som beskrevs av De Wild. Chrysophyllum lacourtianum ingår i släktet Chrysophyllum och familjen Sapotaceae. Inga underarter finns listade i Catalogue of Life.